# Diaspidiotus perniciosus
Espèce
Synonymes
- Aspidiotus perniciosus
- Quadraspidiotus perniciosus

Diaspidiotus perniciosus, le pou de San José, est une espèce d'insectes hémiptères ravageurs de la super-famille des Coccoidea (cochenilles).
La femelle aptère vit fixée à la plante dont elle se nourrit, protégée par un disque détachable de 2 mm de diamètre. Les mâles possèdent eux une paire d'ailes.
La larve, de couleur jaune, se déplace grâce à trois paires de courtes pattes avant de se fixer sur le végétal de son choix. Elle sécrète alors un « bouclier » ; la fécondité de la femelle peut aller de 50 à 400 larves. Aux premiers froids, les larves au premier stade entrent en diapause ; les autres stades, à l'exception parfois des femelles gravides, disparaissent durant l'hiver.
Cette cochenille peut se nourrir sur plus de 150 espèces d'arbres, principalement le pommier, le poirier commun, le prunier, le pêcher, le cerisier, le groseillier et le cassissier.
L'animal injecte une substance toxique lorsqu'il pique un végétal, ce qui entraîne des chutes de feuilles et une dégradation de la qualité visuelle du fruit, ainsi que le dépérissement du végétal.